# Pehlivan (film, 1984)
Pour les articles homonymes, voir Pehlivan.
Pour le film français, voir Pehlivan (film, 1964).
Pour plus de détails, voir Fiche technique et Distribution.
Pehlivan est un film turc réalisé par Zeki Ökten, sorti en 1984.

## Synopsis
Un homme en difficulté financière décide de devenir « pehlivan », pratiquant de la lutte turque et s'entraîne pour la plus prestigieuse compétition du pays.

## Fiche technique
- Titre : Pehlivan
- Réalisation : Zeki Ökten
- Scénario : Fehmi Yasar
- Photographie : Hüseyin Disiacik
- Montage : Nevzat Disiaçik
- Production : Seref Gür
- Société de production : Seref Film
- Pays :  Turquie
- Genre : Drame
- Durée : 98 minutes
- Dates de sortie : 
  -  Turquie : 1984

## Distribution
- Tarık Akan : Bilal
- Meral Orhonsay : Senem
- Erol Günaydın : Mestan
- Ahmet Kayiskesen : le père de Bilal
- Yavuzer Çetinkaya : Cevdet
- Yaman Okay : Tevfik
- Orhan Çagman : Esnaf Recep
- Tulug Çizgen : Cemile

## Distinctions
Le film a été présenté en sélection officielle en compétition lors de Berlinale 1985.